# The Lot (album)
The Lot (cách điệu là the lot) là một album tổng hợp của cựu tay trống ban nhạc Queen Roger Taylor. Album là tập hợp tất cả các sản phẩm solo của Taylor cùng một số sản phẩm khác có sự kết hợp giữa anh với ban nhạc The Cross. Album ban đầu dự kiến được phát hành vào ngày 11 tháng 10 năm 2013, tuy nhiên nó đã bị hoãn đến ngày 11 tháng 11 năm 2013, với mục đích ra mắt đồng thời với album Fun on Earth. Khi The Lot ra mắt, nhiều người hâm mộ ngay lập tức phàn nàn về các vấn đề của album này. Để giải quyết vấn đề, Taylor cùng đội ngũ sản xuất của mình buộc phải yêu cầu người hâm mộ gửi lại các bản sao bị trục trặc. Sau khi vấn đề được giải quyết, album được tái phát hành vào ngày 10 tháng 11 năm 2014.

## Bối cảnh
Ngoài những album phát hành chung với ban nhạc Queen, Taylor còn tự mình ra mắt năm album solo, trong đó có ba album hợp tác với ban nhạc The Cross. Sau khi trình làng đĩa đơn đầu tiên vào năm 1977 mang tên "(I Wanna) Testify", trong vài năm tiếp theo, Taylor đã cho ra mắt hai album có tên Fun in Space (1981) và Strange Frontier (1984).
Hai năm sau Strange Frontier, vào năm 1986, Taylor cùng Spike Edney, Clayton Moss, Peter Noone và Josh Macrae thành lập ban nhạc The Cross. Họ cùng nhau cho ra đời ba album: Shove It, Mad, Bad and Dangerous to Know và Blue Rock. Đến năm 1993 thì nhóm The Cross tan rã. Để tri ân sự kiện này, Taylor đã cho ra mắt album Happiness?. Đây cũng là album solo thứ ba trong sự nghiệp của anh. Album này gặp phải một số vấn đề gây tranh cãi do ca khúc "Nazis 1994" có liên quan đến chủ nghĩa quốc xã. Mặc dù vậy, tranh cãi cũng tạo cơ hội để tăng doanh số bán ra của album. Năm 1998, Taylor phát hành album Electric Fire. Kể từ album trên, phải mãi 15 sau Taylor mới cho ra mắt một album mới có tên Fun on Earth, trình làng công chúng vào ngày 11 tháng 11 năm 2013, cùng ngày với The Lot.
Tất cả các sản phẩm solo của Taylor cùng những sản phẩm có sự tham gia góp mặt của The Cross và nhiều đĩa đơn khác của anh đều được đưa vào The Lot. Tuy nhiên, khi phát hành, album nảy sinh một số vấn đề. Chúng bao gồm các lỗi đánh máy trong lời bài hát, một số ca khúc phối âm không chính xác cùng một vài vấn đề âm thanh. Để giải quyết vấn đề trên, Taylor cùng cộng sự đã yêu cầu người mua gửi trả các bản sao bị lỗi về cho Universal Records để đổi lấy các bản phát hành chính xác.
Theo Taylor, The Lot như một sự nhìn lại đầy tốt đẹp về sự nghiệp của anh. Nhận định về album, chàng ca sĩ cho biết: "Thật hài lòng khi mọi thứ đều ở cùng một chỗ. Tôi thực sự không nhận ra có bao nhiêu thứ trong đó: tám đĩa CD, những video, nhiều đĩa đơn. Tôi quên bẵng mất rồi. Nhưng kỳ thực nó [khiến tôi] rất thỏa mãn".

## Danh sách đĩa hát
Tất cả các bài hát đều do chính Roger Taylor sáng tác, ngoại trừ những phần có ghi chú.
| Đĩa 1: Fun in Space | Đĩa 1: Fun in Space           | Đĩa 1: Fun in Space |
| STT                 | Nhan đề                       | Thời lượng          |
| ------------------- | ----------------------------- | ------------------- |
| 1.                  | "No Violins"                  | 4:32                |
| 2.                  | "Laugh Or Cry"                | 3:07                |
| 3.                  | "Future Management"           | 2:58                |
| 4.                  | "Let's Get Crazy"             | 3:42                |
| 5.                  | "My Country I & II"           | 6:58                |
| 6.                  | "Good Times Are Now"          | 3:29                |
| 7.                  | "Magic Is Loose"              | 3:24                |
| 8.                  | "Interlude In Constantinople" | 2:04                |
| 9.                  | "Airheads"                    | 3:41                |
| 10.                 | "Fun In Space"                | 6:25                |

| Đĩa 2: Strange Frontier | Đĩa 2: Strange Frontier                                       | Đĩa 2: Strange Frontier |
| STT                     | Nhan đề                                                       | Thời lượng              |
| ----------------------- | ------------------------------------------------------------- | ----------------------- |
| 1.                      | "Strange Frontier"                                            | 4:16                    |
| 2.                      | "Beautiful Dreams"                                            | 4:24                    |
| 3.                      | "Man on Fire"                                                 | 4:05                    |
| 4.                      | "Racing in the Street" (Bruce Springsteen)                    | 4:27                    |
| 5.                      | "Masters of War" (Bob Dylan)                                  | 3:49                    |
| 6.                      | "Killing Time"                                                | 4:58                    |
| 7.                      | "Abandonfire" (Taylor, David Richards)                        | 4:13                    |
| 8.                      | "Young Love"                                                  | 3:23                    |
| 9.                      | "It's an Illusion" (Taylor, Rick Parfitt)                     | 4:02                    |
| 10.                     | "I Cry for You (Love, Hope and Confusion)" (Taylor, Richards) | 4:21                    |

| Đĩa 3: Shove It | Đĩa 3: Shove It                                        | Đĩa 3: Shove It |
| STT             | Nhan đề                                                | Thời lượng      |
| --------------- | ------------------------------------------------------ | --------------- |
| 1.              | "Shove It"                                             | 3:27            |
| 2.              | "Cowboys and Indians"                                  | 5:54            |
| 3.              | "Contact"                                              | 4:51            |
| 4.              | "Heaven for Everyone"                                  | 4:54            |
| 5.              | "Stand Up for Love"                                    | 4:23            |
| 6.              | "Love on a Tightrope (Like an Animal)"                 | 4:49            |
| 7.              | "Love Lies Bleeding (She was a Wicked, Wily Waitress)" | 4:25            |
| 8.              | "Rough Justice"                                        | 3:22            |
| 9.              | "The 2nd Shelf Mix"                                    | 5:48            |

| Đĩa 4: Mad, Bad and Dangerous to Know | Đĩa 4: Mad, Bad and Dangerous to Know                                                | Đĩa 4: Mad, Bad and Dangerous to Know |
| STT                                   | Nhan đề                                                                              | Thời lượng                            |
| ------------------------------------- | ------------------------------------------------------------------------------------ | ------------------------------------- |
| 1.                                    | "Top of the World, Ma" (Spike Edney, Josh Macrae, Clayton Moss, Peter Noone, Taylor) | 3:31                                  |
| 2.                                    | "Liar" (Noone)                                                                       | 4:28                                  |
| 3.                                    | "Closer to You" (Edney)                                                              | 3:12                                  |
| 4.                                    | "Breakdown" (Noone)                                                                  | 3:53                                  |
| 5.                                    | "Penetration Guru" (Moss)                                                            | 3:45                                  |
| 6.                                    | "Power to Love" (Macrae, Moss, Noone)                                                | 4:02                                  |
| 7.                                    | "Sister Blue" (Noone)                                                                | 4:15                                  |
| 8.                                    | "Foxy Lady" (Jimi Hendrix)                                                           | 3:27                                  |
| 9.                                    | "Better Things" (Moss)                                                               | 2:46                                  |
| 10.                                   | "Passion for Trash" (Macrae)                                                         | 2:34                                  |
| 11.                                   | "Old Men (Lay Down)"                                                                 | 4:55                                  |
| 12.                                   | "Final Destination"                                                                  | 3:35                                  |

| Đĩa 5: Blue Rock | Đĩa 5: Blue Rock                                    | Đĩa 5: Blue Rock |
| STT              | Nhan đề                                             | Thời lượng       |
| ---------------- | --------------------------------------------------- | ---------------- |
| 1.               | "Bad Attitude" (Edney, Macrae, Moss, Noone, Taylor) | 4:45             |
| 2.               | "New Dark Ages"                                     | 4:57             |
| 3.               | "Dirty Mind" (Edney)                                | 3:30             |
| 4.               | "Baby It's Alright" (Edney)                         | 4:06             |
| 5.               | "Ain't Put Nothin' Down" (Moss)                     | 4:31             |
| 6.               | "The Also Rans" (Edney, Macrae, Moss, Noone)        | 5:28             |
| 7.               | "Millionaire"                                       | 3:43             |
| 8.               | "Put It All Down to Love" (Edney)                   | 3:35             |
| 9.               | "Hand of Fools" (Edney, Noone)                      | 4:34             |
| 10.              | "Life Changes" (Edney, Macrae, Moss, Noone)         | 5:54             |

| Đĩa 6: Happiness? | Đĩa 6: Happiness?                | Đĩa 6: Happiness? |
| STT               | Nhan đề                          | Thời lượng        |
| ----------------- | -------------------------------- | ----------------- |
| 1.                | "Nazis 1994"                     | 2:38              |
| 2.                | "Happiness"                      | 3:26              |
| 3.                | "Revelations"                    | 3:52              |
| 4.                | "Touch the Sky"                  | 5:05              |
| 5.                | "Foreign Sand" (Taylor, Yoshiki) | 6:52              |
| 6.                | "Freedom Train"                  | 6:16              |
| 7.                | "You Had to Be There"            | 2:58              |
| 8.                | "The Key"                        | 4:24              |
| 9.                | "Everybody Hurts Sometime"       | 3:02              |
| 10.               | "Loneliness..."                  | 2:25              |
| 11.               | "Dear Mr. Murdoch"               | 4:27              |
| 12.               | "Old Friends"                    | 3:34              |

| Đĩa 7: Electric Fire | Đĩa 7: Electric Fire                      | Đĩa 7: Electric Fire |
| STT                  | Nhan đề                                   | Thời lượng           |
| -------------------- | ----------------------------------------- | -------------------- |
| 1.                   | "Pressure On"                             | 5:00                 |
| 2.                   | "A Nation of Haircuts"                    | 3:33                 |
| 3.                   | "Believe in Yourself"                     | 5:08                 |
| 4.                   | "Surrender"                               | 3:39                 |
| 5.                   | "People on Streets"                       | 4:16                 |
| 6.                   | "No More Fun"                             | 6:09                 |
| 7.                   | "The Whisperers" (Nicholas Evans, Taylor) | 3:28                 |
| 8.                   | "Is It Me?"                               | 4:22                 |
| 9.                   | "Tonight"                                 | 3:47                 |
| 10.                  | "Where Are You Now?"                      | 4:51                 |
| 11.                  | "Working Class Hero" (John Lennon)        | 4:43                 |
| 12.                  | "London Town – C'mon Down"                | 7:02                 |

Bản mẫu:Track Listing
| Đĩa 9: Roger Taylor Solo Singles One | Đĩa 9: Roger Taylor Solo Singles One                             | Đĩa 9: Roger Taylor Solo Singles One |
| STT                                  | Nhan đề                                                          | Thời lượng                           |
| ------------------------------------ | ---------------------------------------------------------------- | ------------------------------------ |
| 1.                                   | "I Wanna Testify"                                                | 3:47                                 |
| 2.                                   | "Turn On The TV"                                                 | 3:28                                 |
| 3.                                   | "My Country [Single Version]"                                    | 3:52                                 |
| 4.                                   | "Man On Fire [Extended Version]"                                 | 6:08                                 |
| 5.                                   | "I Cry For You [Single Remix]"                                   | 4:10                                 |
| 6.                                   | "Strange Frontier [Extended Remix]"                              | 8:36                                 |
| 7.                                   | "I Cry For You [Extended Remix]"                                 | 6:27                                 |
| 8.                                   | "Two Sharp Pencils (Get Bad)"                                    | 3:26                                 |
| 9.                                   | "Nazis 1994 [Radio Mix]"                                         | 3:27                                 |
| 10.                                  | "Nazis 1994 [Kick Mix]"                                          | 4:27                                 |
| 11.                                  | "Nazis 1994 [Schindlers Mix Extended]"                           | 4:23                                 |
| 12.                                  | "Nazis 1994 [Makita Mix Extended]"                               | 3:56                                 |
| 13.                                  | "Nazis 1994 [Big Science Mix]"                                   | 4:03                                 |
| 14.                                  | "Foreign Sand (Single Version)"                                  | 4:35                                 |
| 15.                                  | "Final Destination"                                              | 3:51                                 |
| 16.                                  | "Everybody Hurts Sometimes [Live at Shepherds Bush Empire 1994]" | 4:03                                 |
| 17.                                  | "Old Friends [Live at Shepherds Bush Empire 1994]"               | 3:18                                 |

| Đĩa 10: Roger Taylor Solo Singles 2 | Đĩa 10: Roger Taylor Solo Singles 2                                      | Đĩa 10: Roger Taylor Solo Singles 2 |
| STT                                 | Nhan đề                                                                  | Thời lượng                          |
| ----------------------------------- | ------------------------------------------------------------------------ | ----------------------------------- |
| 1.                                  | "Pressure On [Single Version]"                                           | 3:25                                |
| 2.                                  | "People On Streets [Mashed]"                                             | 3:33                                |
| 3.                                  | "Tonight [Dub Sangria]"                                                  | 3:51                                |
| 4.                                  | "Keep A Knockin' [Man Utd CD Single]"                                    | 3:17                                |
| 5.                                  | "Surrender [Radio Mix]"                                                  | 3:39                                |
| 6.                                  | "A Nation of Haircuts [Club Cut]"                                        | 3:43                                |
| 7.                                  | "London Town – C'mon Down [Single Mix]"                                  | 3:23                                |
| 8.                                  | "Surrender [Live at Cyberbarn]"                                          | 4:10                                |
| 9.                                  | "No More Fun [Live at Cyberbarn]"                                        | 4:24                                |
| 10.                                 | "Tonight [Live at Cyberbarn]"                                            | 4:22                                |
| 11.                                 | "One Night Stand"                                                        | 3:53                                |
| 12.                                 | "Woman You're So Beautiful [Felix + Arty Main Mix]"                      | 3:57                                |
| 13.                                 | "Woman You're So Beautiful [Felix + Arty Mad Mix]"                       | 6:03                                |
| 14.                                 | "Woman You're So Beautiful [Felix + Arty Dance Hall Mix]"                | 5:37                                |
| 15.                                 | "The Unblinking Eye (Everything is Broken) [Single Version]"             | 6:13                                |
| 16.                                 | "The Unblinking Eye (Everything is Broken) [Almost Completely Nude Mix]" | 6:12                                |
| 17.                                 | "Dear Mr Murdoch [2011 Version]"                                         | 3:16                                |

| Đĩa 11: The Cross Solo Singles 1 | Đĩa 11: The Cross Solo Singles 1                                    | Đĩa 11: The Cross Solo Singles 1 |
| STT                              | Nhan đề                                                             | Thời lượng                       |
| -------------------------------- | ------------------------------------------------------------------- | -------------------------------- |
| 1.                               | "Cowboys & Indians [7" Single Edit]"                                | 4:34                             |
| 2.                               | "Love Lies Bleeding (She's a Wicked, Wily Waitress) [Single Remix]" | 4:15                             |
| 3.                               | "Feel the Force"                                                    | 3:58                             |
| 4.                               | "Shove It [Extended Mix]"                                           | 5:53                             |
| 5.                               | "Shove It [Metropolix]"                                             | 3:30                             |
| 6.                               | "Shove It [Denniz Pop Remix]"                                       | 5:04                             |
| 7.                               | "Heaven for Everyone [7" Version] [Roger Taylor Vocal]"             | 5:06                             |
| 8.                               | "Heaven for Everyone [7" Version] [Freddie Mercury Vocal]"          | 4:55                             |
| 9.                               | "Manipulator [Extended Version]"                                    | 4:15                             |
| 10.                              | "Manipulator [Single Version]"                                      | 3:58                             |
| 11.                              | "Power to Love [Extended Version]"                                  | 5:19                             |
| 12.                              | "Power to Love [Single Version]"                                    | 3:27                             |
| 13.                              | "In Charge of My Heart [7" Single Version]"                         | 2:18                             |
| 14.                              | "Liar [12" Mix]"                                                    | 6:32                             |
| 15.                              | "In Charge of My Heart [12" Single Version]"                        | 4:44                             |
| 16.                              | "Liar [7" Version]"                                                 | 3:18                             |

| Đĩa 12: The Cross Solo Singles 2 | Đĩa 12: The Cross Solo Singles 2                       | Đĩa 12: The Cross Solo Singles 2 |
| STT                              | Nhan đề                                                | Thời lượng                       |
| -------------------------------- | ------------------------------------------------------ | -------------------------------- |
| 1.                               | "New Dark Ages [7" Single Version]"                    | 3:27                             |
| 2.                               | "Ain't Put Nothin' Down [Long Version]"                | 4:54                             |
| 3.                               | "Man on Fire"                                          | 5:08                             |
| 4.                               | "Life Changes [7" Single Version]"                     | 3:55                             |
| 5.                               | "Heartland"                                            | 4:47                             |
| 6.                               | "Celebration [Jam Studios Session]"                    | 4:38                             |
| 7.                               | "I Can Take You Higher [Jam Studios Session]"          | 3:30                             |
| 8.                               | "I Can't Get You Out of My Head [Jam Studios Session]" | 3:37                             |
| 9.                               | "Passion for Trash [Jam Studios Session]"              | 2:51                             |
| 10.                              | "Top of the World, Ma [Extended Remix]"                | 7:41                             |
| 11.                              | "Shove It [U.S. Single Version]"                       | 3:10                             |

| The Lot DVD | The Lot DVD                                       | The Lot DVD |
| STT         | Nhan đề                                           | Thời lượng  |
| ----------- | ------------------------------------------------- | ----------- |
| 1.          | "Strange Frontier"                                |             |
| 2.          | "Man on Fire"                                     |             |
| 3.          | "Happiness"                                       |             |
| 4.          | "Foreign Sand"                                    |             |
| 5.          | "Surrender"                                       |             |
| 6.          | "Nazis 1994"                                      |             |
| 7.          | "The Unblinking Eye (Everything is Broken)"       |             |
| 8.          | "Dear Mr Murdoch"                                 |             |
| 9.          | "Old Friends [Gosport Festival 1994]"             |             |
| 10.         | "Man on Fire [Truro City Hall 1994]"              |             |
| 11.         | "Happiness [Truro City Hall 1994]"                |             |
| 12.         | "Everybody Hurts Sometime [Truro City Hall 1994]" |             |
| 13.         | "Cowboys and Indians"                             |             |
| 14.         | "Cowboys and Indians [2 Drummers]"                |             |
| 15.         | "Shove It"                                        |             |
| 16.         | "Heaven for Everyone"                             |             |
| 17.         | "Power to Love"                                   |             |
| 18.         | "Liar"                                            |             |
| 19.         | "New Dark Ages"                                   |             |
| 20.         | "Blue Rock [EPK]"                                 |             |
| 21.         | "Happiness? [EPK]"                                |             |
| 22.         | "Electric Fire [EPK]"                             |             |
| 23.         | "Interview for Parlophone"                        |             |

## Những người thực hiện album
Những người sau đây có mặt trong album:
- Roger Taylor
- Spike Edney
- Clayton Moss
- Peter Noone
- Josh Macrae
- Keith Airey
- Gary Barnacle
- Steve Barnacle
- Jeff Beck
- Phil Chen
- Jim Cregan
- Mike Crossley
- John Deacon
- Matthew Exelby
- Jason Falloon
- Steve Hamilton
- Kevin Jefferies
- Helen Liebmann
- Dick Marx
- Brian May
- Freddie Mercury
- Treana Morris
- Jonathan Perkins
- Catherine Porter
- Keith Prior
- David Richards
- Geoffrey Richardson
- Nicola Robins
- Phil Spalding
- Steve Stroud
- Rufus Tiger Taylor
- Candy Yates
- Claire Yates
- Yoshiki

###### Phụ trách kĩ thuật
- Rich Breen
- John Brough
- Brad Buxer
- Dean S. Crathern
- Justine Ellis
- Mike Ging
- Geoff Grace
- Martin Groves
- Hiro Inoguchi
- Chris Lawson
- Reinhold Mack
- Kevin Metcalfe
- Tal Miller
- David Richards
- Justin Shirley-Smith
- Wills Spencer
- Mike Stock
- Simon Van Zwanenberg
- Mark Wallis
- Barry Woodward
- Yoshiki

###### Phụ trách nghệ thuật
- Stephen Bliss
- Greg Brooks
- Simon Fowler
- Bob Geldof
- Richard Gray
- George Hurrell
- Mike Jackson
- Thea Kurun
- Tim Mara
- Jim Marks
- Simon Pool
- Sarina Potgieter
- Neal Preston
- Paul Rider
- Sheila Rock
- Gary Taylor
- George Taylor
- Graham Temple
- Rhys Thomas
- Gary Wathen
- Ian Wright